# Атлантски плави марлин
Атлантски плави марлин (лат. Makaira nigricans) врста је марлина ендемичног за подручје Атлантског океана. Блиско је повезан са индо-пацифичким плавим марлином и обично се сматрају конспецифијским врстама, па се заједно називају једноставно плави марлини. Неки научници још увек разликују ове две црсте. 
Атлантски плави марлин се храни различитим организмима у близини површине. Кљун користи за ошамућивање, повређивање или убијање плена којим такође као ножем пролази кроз јато риба, а затим се враћа да поједе повређену или ошамућену рибу. Марлин је популарна спортска риба. Релативно висок удео масти у његовом месу чини га комерцијално вредним на одређеним тржиштима. То је национална риба Бахамских држава, а налази се и на њеном грбу. 
Плави марлин је распрострањен у тропским и суптропским водама Атлантског океана. Већину свог живота проводи на отвореном мору, далеко од копна и храни се великим бројем морских организама, углавном у близини површине, често користећи свој кљун за омамљивање или повређивање свог плена. 
Женке могу бити и до четири пута веће од мужјака. Максимална објављена тежина је 818 килограма и дужина од 5 метара. Пријављене су и јединке већих дужина, али ти подаци нису званични.
Одрасли плави марлин има свега неколико предатора, међу којима и кита убицу, морског пса и људе. У рибарству је веома цењена врста, а комерцијални рибари их лове, а лови се било директно било као ненамерни улов у комерцијалном и индустријком лову на туну. Плави марлин се према Међународној унији за заштиту природе тренутно сматра угроженом врстом због прекомерног лова, посебно у међународним водама крај обала Португала, где ова врста мигрира како би се размножавала током јуна и јула. 

## Таксономија и етимологија
Плави марлин је смештен у род Makaira . Ово име је изведено од грчке речи machaira, што значи "кратак мач или савијени бодеж", а од латинске machaera, која означава "мач".  Специјски епитет nigricans је латински израз за „црно“. Плави марлин је део групе риба из породице Istiophoridae и реда Perciformes. Поред тога, налази се у подреду Xiphioidei и члан је поткласе Neopterygii, чије латинско име значи "нова крила". Смештен је у класу зракоперки и суперкласу Osteichthyes, која укључује све кошљорибе. 
Класификација атлантског плавог марлина (M. nigricans) и индо-пацифичког плавог марлина (M. mazara) као одвојене врсте је и даље тема расправа међу научницима. Генетски подаци сугеришу да, иако су ове две групе изоловане једна од друге, оне представљају исту врсту, с тим да се једина генетска размена догодила када је индо-пацифички плави марлин прешао у атлантску популацију и истој допринео разменом гена. Студија коју су спровели В. П. Буонакорси, Џ. П. Макдоуел и Грејвс указала је на закључак да индо-пацифички и атлантски плави марлин "упечатљиву филогеографску поделу" митохондријских и микросателитских локуса.

### Синоними
Синоними за M. nigricans су:
- Maikaira nigricans (sic) Lacepède, 1802
- Makaira nigricans nigricans Lacepède, 1802
- Xiphias ensis Lacepède, 1800 (ambiguous)
- Makaira ensis (Lacepède, 1800) (ambiguous)
- Tetrapturus herschelii J. E. Gray, 1838
- Histiophorus herschelii (J. E. Gray, 1838)
- Makaira herschelii (J. E. Gray, 1838)
- Tetrapturus amplus Poey, 1860
- Makaira ampla (Poey, 1860)
- Makaira ampla ampla (Poey, 1860)
- Makaira nigricans ampla (Poey, 1860)
- Makaira bermudae Mowbray, 1931
- Orthocraeros bermudae (Mowbray, 1931)
- Eumakaira nigra Hirasaka & H. Nakamura, 1947
- Makaira nigra (Hirasaka & H. Nakamura, 1947)
- Makaira perezi F. de Buen, 1950
- Istiompax howardi Whitley, 1954

## Опис
Највеће женке су више од четири пута теже од највећих мужјака, који ретко прелазе 160 килограма у тежини.  Најдуже женке могу достићи дужину од 5 метара заједно са кљуном, који од ока до врха, може да обухвата око 20% укупне дужине тела. 
Код највећих измерених женских јединки забележена је маса у распону од 540 до 820 килограма, зависно од извора (неколико крупних узорака је научно верификовано). Највећа женка плавог марлина ухваћена је  по у IGFA правилима риболова у Виторији у Бразилу, а она је била тешка 636 килограма.
Оба пола имају 24 пршљена, од којих су 11 прекаудални, а 13 њих су репни.
Марлин има два леђна пераја и два анална пераја. Пераја су подржана коштаним бодљама, тако да прво леђно пераје има од 39 до 43 бодље, а друго их има шест или седам. Његово прво анално пераје, које је по облику и величини слично другом дорзалном перају, има 13 до 16 бодљи, а друго анално пераје има шест или седам бодљи. Пекторална пераја, која имају 19 до 22 бодљи, дуга су и уска и могу се увући ка унутрашњости. Карлична пераја су краћа од пекторалних, имају слабо развијену мембрану и могу се утиснути у вентралне жлебове. Његово прво анално пераје, заједно са пекторалним и каудалним перајем, може се савити, што усмерава рибу и на тај начин смањује отпор приликом пливања. 
Плави марлин, као и друге рибе из његове групе, може брзо променити боју, што представља ефекат омогућен пигментима иридофора и ћелијама коже које рефлектују светлост.
Тело је међутим најчешће плаво-црне боје са горње стране и сребрно-беле боје са доње стране. Има око 15 редова бледих пруга боје кобалта, од којих свака има округле тачкице и / или танке пруге, смештене са обе стране рибе.  Прва мембрана леђног пераја је тамноплаве или готово црне боје и нема тачака или шара. Остала пераја су обично смеђе-црна, понекад са наговештајем тамноплаве боје. Основе првог и другог аналног пераја имају сребрнасто-белу боју у траговима. 
Тело је прекривено густим, коштаним, издуженим крљуштима које имају једну, две или три задње тачке, с тим да се најчешће јавља само једна тачка. 
Кљун је дуг и снажан. Чељусти и палатине (врх уста) прекривени су малим зубима. Систем бочних линија представљен је групом неуромаста који почињу у каналима бочних линија и који могу да осете слабе покрете воде и велике промене притиска. Латерални систем има изглед мреже и јасно је уочљив код јувенилних јединки, док се код одраслих јединки не види јасно, с обзиром на то да се прогресивно уграђује у кожу како јединка одраста. Анални отвор се налази директно испред почетка првог аналног пераја. 

## Распрострањеност и миграција
Плави марлин током целе године живи у тропским океанским водама Атлантика. Његов ареал распрострањења се шири у умереним водама Северне и Јужне хемисфере током топлијих месеци и сужава се ка екватору током хладнијих периода године. Топле струје попут голфске у западном Атлантику имају велики утицај на његову сезонску распрострањеност. 
Ширина ареала распрострањења плавог марлина протеже се од око 45°CГШ до око 35°ЈГШ. Мање је присутан у источном Атлантику, где се углавном јавља изван Африке између географских ширина од 25°CГШ и 25°ЈГШ. Највећи број јединки се обично налази у водама топлијим од 24 °C, али је плави марлин често уочаван у водама чија површинска температура иде и до 30,5 °C или која може бити ниска и до 21,7 °C.
Студије у којима су јединке таговане коришћењем конвенционалних „шпагети“ ознака и однедавно популарним сателитским таговањем, омогућиле су истраживачима да подробније истраже миграционе навике плавог марлина. Поновна хватања тагованих јединки показала су вишеструка кретања између Карипских острва и Венецуеле и Бахама, као и између карипског острва Сент Томас, Америчких Девичких Острва и западне Африке, а такође постоје и међуокеанска путовања. Оно што је најзначајније јесте да је плави марлин који је био тагован крај обале Делавера касније пронађен у близини острва Маурицијус крај југоисточне обале Африке у Индијском океану - што значи да је прешао пут од 9 254 миље. Неколико риба је потом уловљено у истом подручју где су означене, што указује и на постојање обрнуте миграције након / током више година, али подаци нису довољни да се прецизно утврди сезоналност плавог марлина. 

## Предатори и паразити
Једном када плави марлин достигне зрелост, има мало предатора, а најважнији су вероватно велике пелагичне ајкуле, попут краткорепе мако ајкуле и велике беле ајкуле . 
Плави марлин има много паразита, укључујући и оне из група Digenea, Didymozoidea, Monogenea, Cestoda (пљоснати црви), Nematoda (ваљкасти црви), Acanthocephala, Copepoda, Cirripedia и Isistius brasiliensis. 

## Животни циклус
Раст и зрелост
Атлантски плави марлин достиже полну зрелост у доби од две до четири године. Мужјаци достижу полну зрелост када достигну тежину од 35 до 44, а женке са 47 до 61 килограма. Плави марлин се размножава крајем лета и током јесени. Женке могу да роде чак четири пута у једној сезони. Оне често испуштају више од седам милиона јајашаца одједном, која су око један милиметар у пречнику, а мали број младих риба достигне полну зрелост. Млади атлантски плави марлини, мали попут планктона, слободно лутају у пелагичној зони океана. Ларве насељавају западни централни Атлантик, крај јужних Сједињених Држава, Јамајке, Бахама, Доминиканске републике и Порторика, а такође и око југозападног Атлантика недалеко од Бразила.  Ларве могу да расту и до 16 милиметара дневно. На бочним странама и на леђима оне су плаво-црне боје, док су на вентралној страни беле. И каудална пераја и каудална петељка (узак део тела рибе на који је причвршћено каудално или репно пераје) јасно су уочљиви. На глави се појављују две шаре плавкасте боје, а неке јединке имају тамније мрље на леђима. Код старијих јувенилних јединки, прво дорзално пераје је велико и конкавно, па се постепено смањује сразмерно величини тела како јединка наставља да расте.  Мужјаци могу живети 18 година, а женке до 27. 
Исхрана
Ларве се хране разним зоопланктоном укључујући и јајима других риба и другим ларвама. Оне потом крећу да се хране широким спектром риба, посебно скушовкама, као што су скуше и туне, затим лигњама, а такође и младим приобалним рибама, нарочито близу океанских острва и коралних гребена. Студије које су се бавиле испитивањем садржаја желуца откриле су значајан део њихове исхране чине врсте Auxis thazard, Auxis rochei и Katsuwonus pelamis. Лигње и рибе дубоког мора попут Bramidae и Gempylus serpens су такође важни у њиховој исхрани у одређеним подручјима. Забележено је да плави марлин може да ухвати веома велики плен, попут белог марлина (Kajikia albida) и туна из врсте Thunnus albacares и Thunnus obesus. Супротно томе, они су такође способни да се хране ситним, али бројним пленом као што су рибе из група Monacanthidae и Macroramphosus. 
Научници и риболовци већ дуго расправљају о томе у којој мери плави марлин и друге рибе из ове групе користе своју издужену горњу вилицу за храњење. Јапанско истраживање из 2007. године које се бавило испитивањем садржаја стомака ове ухваћене у оквиру комерцијалног риболовна открило је да је 130 несварених риба извађених из 227 плавих марлина имало убоде, расцепе и друге повреде за које се процењује да су нанете његовим кљуном.
Биоакумулација
Познато је да се тешки метали накупљају у атлантском плавом марлину, процесу познатом као биоакумулација. Током 2017. године, Одељење за тексашке паркове и дивље животиње издало је упозорење о томе да плави марлини уловљени уз обалу Тексаса могу у себи садржати живу.

## Економски значај

### Комерцијални риболов
Марлин има комерцијалну вредност широм света, а током 2000. године забележени улов износио је 3.064 тоне.  У Јапану је посебно цењен због сашимија. Месо плавог марлина понекад се пуши и продаје на путевима. 
Плави марлин се често лови случајно као успутни улов у мрежама намењеним лову на туне. 

### Рекреативни риболов
Спортски риболовци први су пут наишли на плавог марлина на Бахамима 1920-их и раних тридесетих година прошлог века, када су пионири спортског риболова као што су Ван Кампен Хајлинер и С. Кип Фарингтон започели истраживање вода недалеко од Биминија и Кет Кеја. Од тада, плави марлин је познат као једна од највећих светских спортских риба. Спортска потрага за марлином и другим рибама из ове групе претворила се у вишемилионску индустрију која обухвата стотине компанија и хиљаде радних места за возаче бродова, градитеље чамаца, марине, дилере и произвођаче риболовне опреме. 
Најпознатији спортски риболов плавог марлина налази се уз источну обалу и обалу Мексичког залива у Сједињеним Државама, затим на Бермудама, Бахамима и још неколико карипских острва (посебно Сент Томас и Порторико). Рекреативни риболов на плавог марлина одвија се и на Хавајима, у Бразилу, Венецуели и атлантској обали Мексика, нарочито на полуострву Јукатан. У источном Атлантику, спортски риболов на плавог марлина постоји од региона Алгарве у Португалу на северу до Анголе на југу и укључује Азорска, Канарска, Зеленортска Острва, Мадеиру и Асенсион. 
Међународни рекорд за уловљеног плавог марлина тренутно износи 636 килограма, а ова риба је уловљена у Виторији у Бразилу. 

## Очување
Плави марлин је под великим притиском риболова. Само у карипском региону, јапански и кубански риболовци годишње улове преко хиљаду тона. Иако су пловила унутар 320 километара од обале САД-а у обавези да ослободе ухваћене рибе из групе којој припада и плави марлин, стопа преживљавања отпуштене рибе је ниска због оштећења приликом хватања.
Међународна унија за заштиту природе је због ових разлога навела врсту Makaira nigricans као угрожену. Greenpeace International је 2010. године на своју морску црвену листу додао и плавог марлина.
Спортски риболовци уложили су велике напоре за очување популације плавог марлина. Првобитни напори огледали су се у иницијативи да се развије електронско таговање како би се пратиле високо миграторне рибе на Хавајима, што је реализовано у сарадњи са риболовцима из организације Хавајског међународног турнира у лову на ову рибу.

## У популарној култури
Зене Греј и Ернест Хемингвеј, који су ловили плавог марлина на Флориди, Бахамима и најпознатије на Куби, много су писали о потрази за овом рибом. 
У Хемингвејевом роману Старац и море, рибар по имену Сантјаго три дана се бори с плавим марлином на обали Кубе.